# O.k.
O.k., soms gespeld als O.K., is een Duitse antioorlogsfilm uit 1970 geregisseerd door Michael Verhoeven. Het verhaal is losjes geïnspireerd op Daniel Langs artikel "Casualties of War" in het Amerikaanse tijdschrift The New Yorker en verwijst naar de verkrachting van, en de moord op, de achttienjarige Vietnamese Phan Thi Mao door Amerikaanse soldaten ten tijde van de Vietnamoorlog.
De provocatieve rolprent veroorzaakte een rel tijdens de twintigste Berlinale in 1970, waarna de prijsuitreikingen voortijdig werden gestaakt. Juryvoorzitter George Stevens wilde de film, die als anti-Amerikaans werd opgevat, weren uit de competitie. Hier werd door Dušan Makavejev en producent Rob Houwer een stokje voor gestoken. De film werd vervolgens gekozen als de officiële Duitse inzending voor de Oscars.